# U-Bahn Nagoya

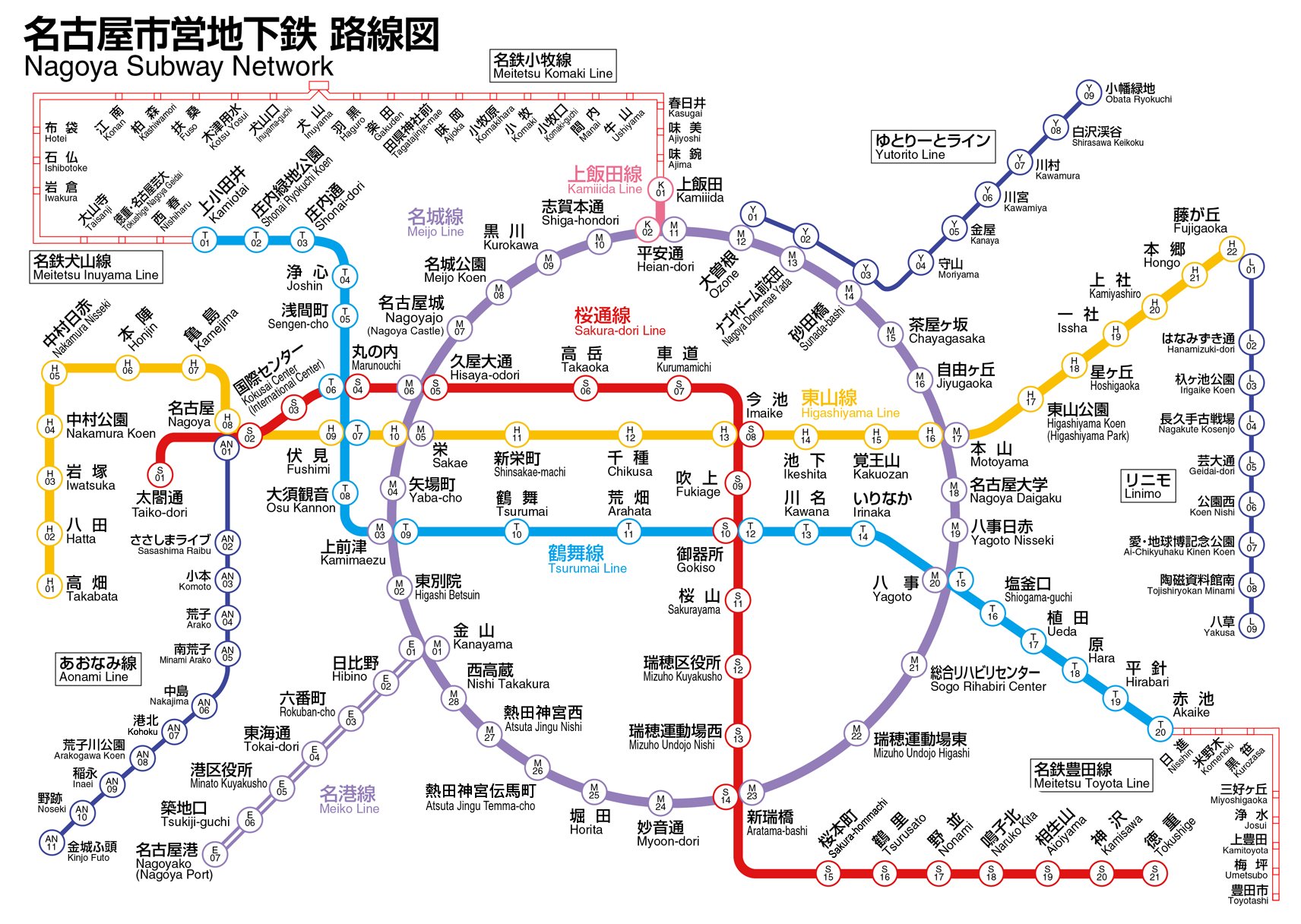
Liniennetzplan der U-Bahn Nagoya

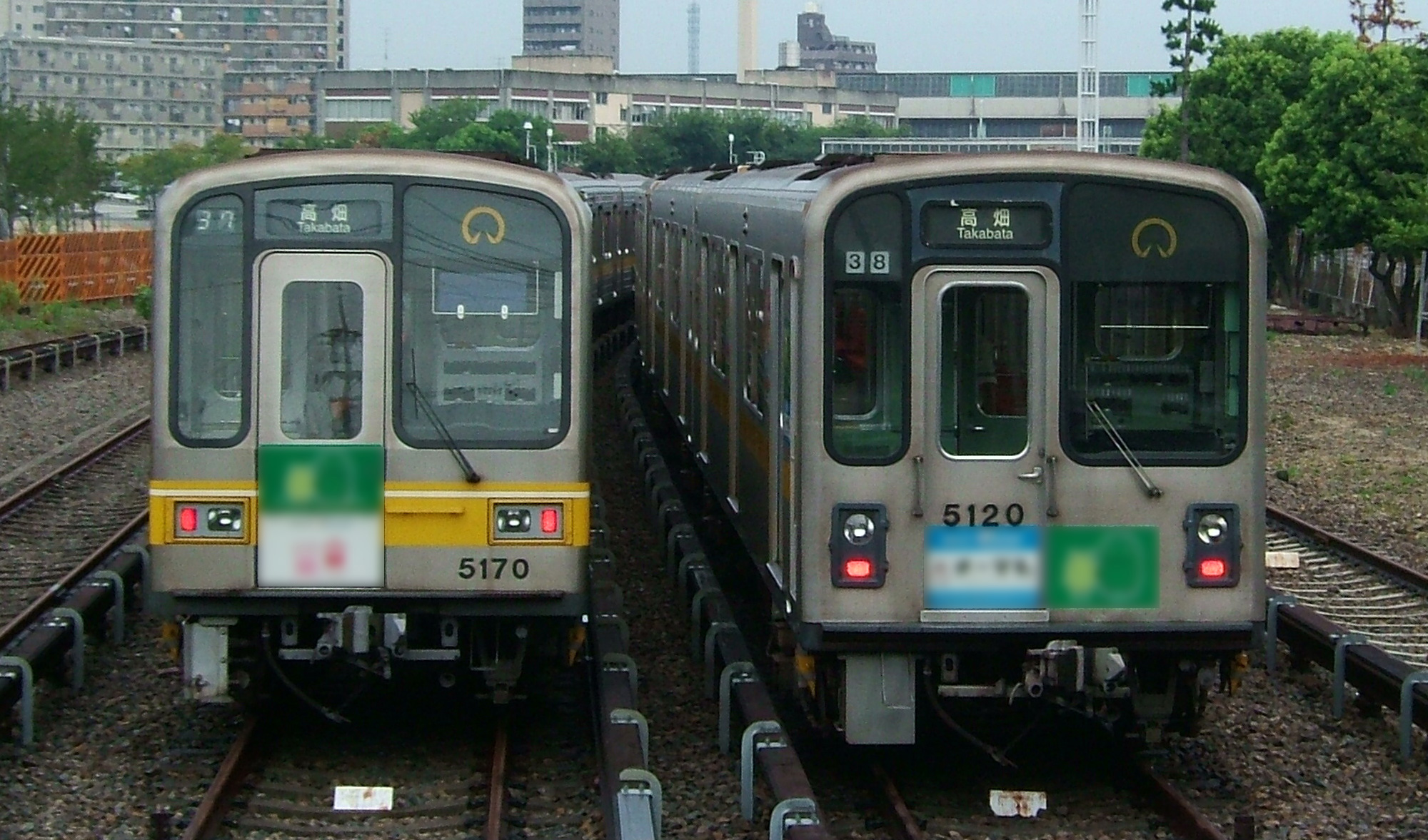
Züge der Baureihen 5050 (links) und 5000 (rechts) der Higashiyama-Linie

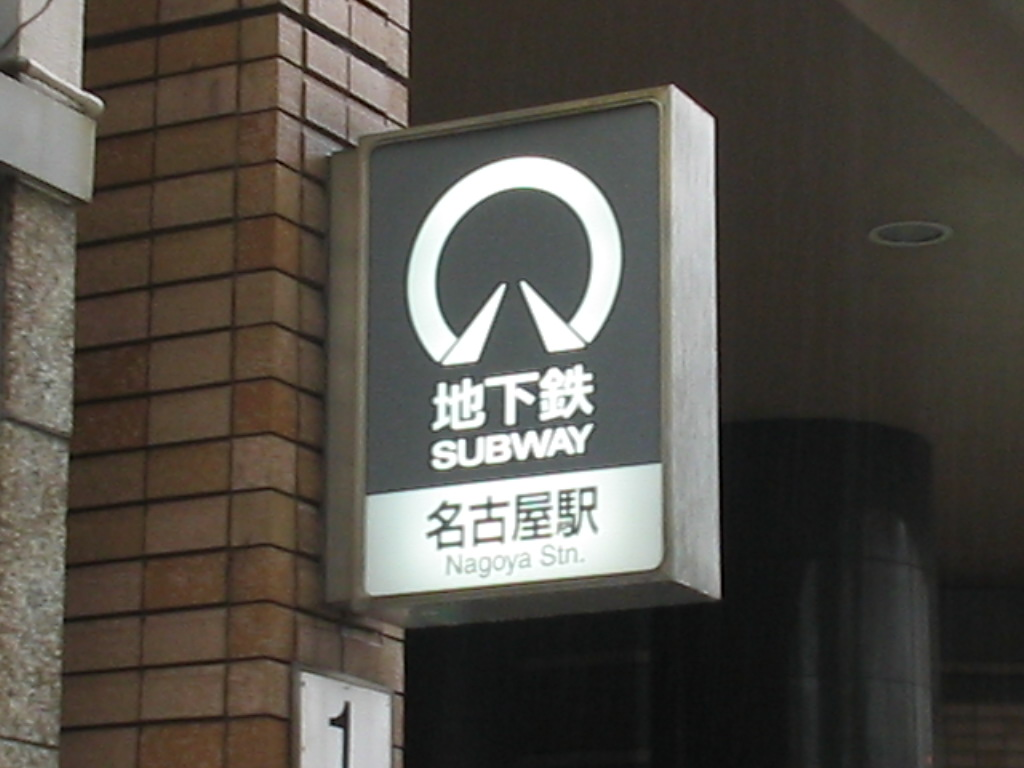
Das Logo der U-Bahn Nagoya

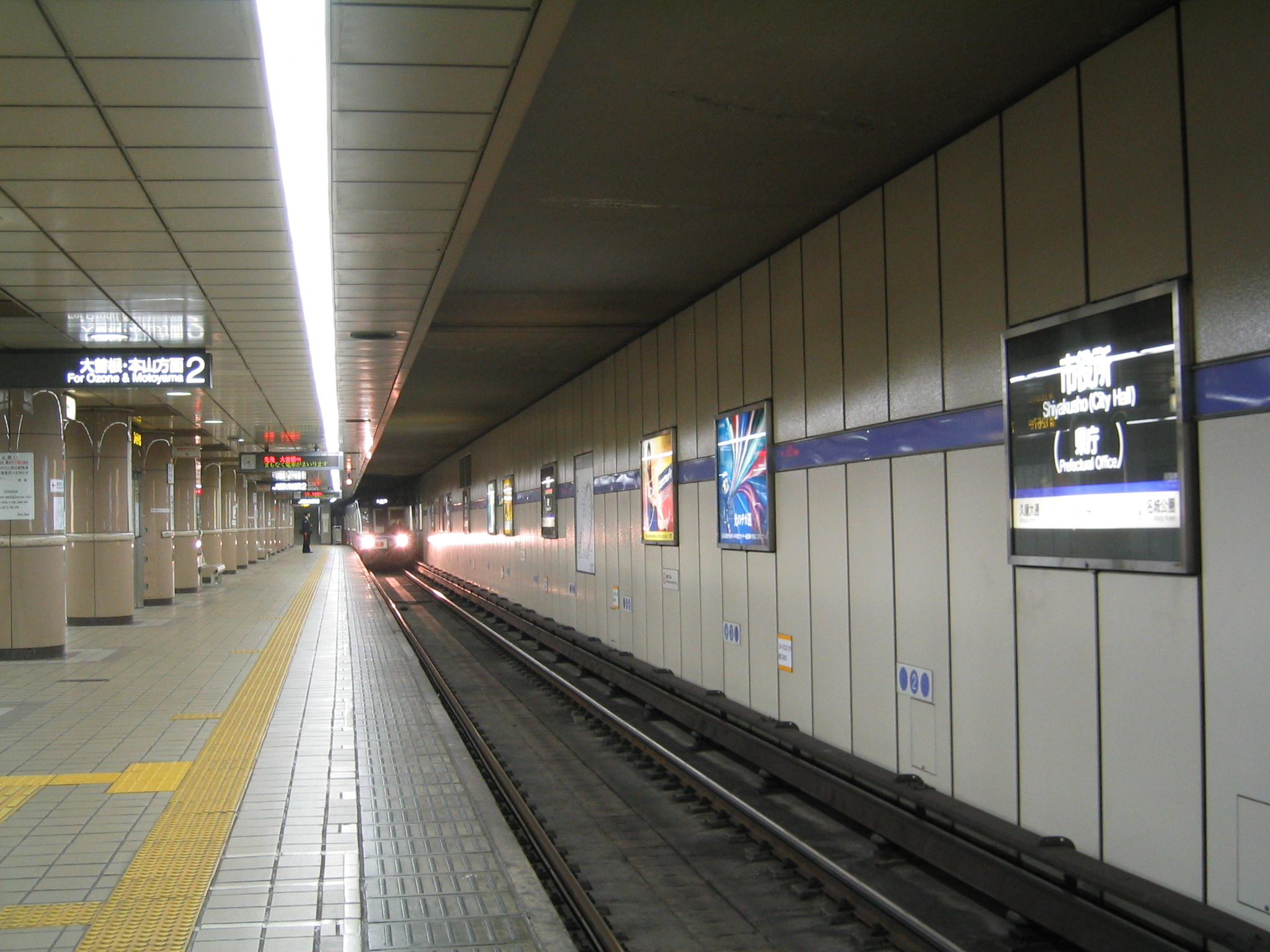
Bahnsteig der Haltestelle Shiyakusho

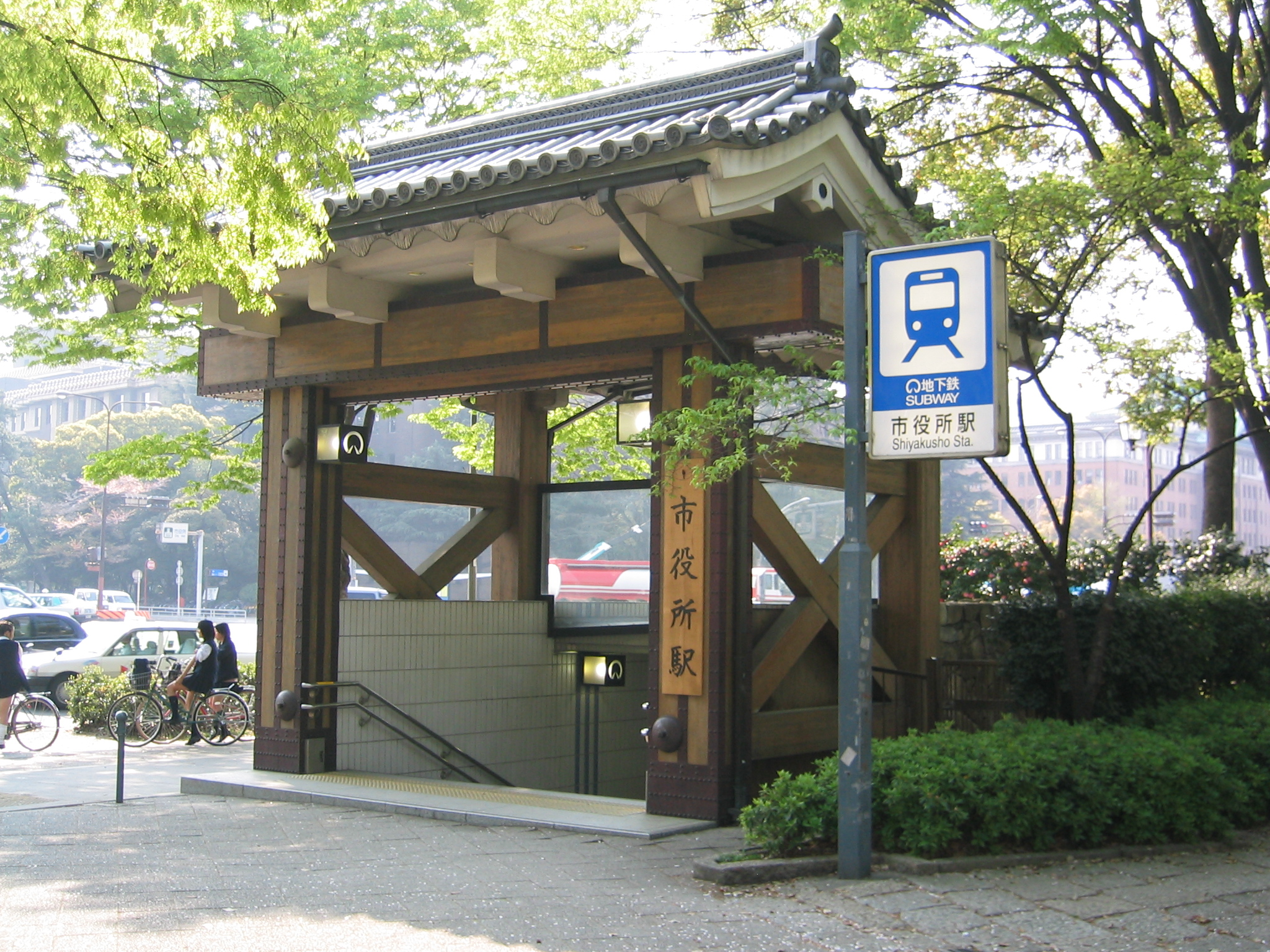
Eingang zur Haltestelle Shiyakusho

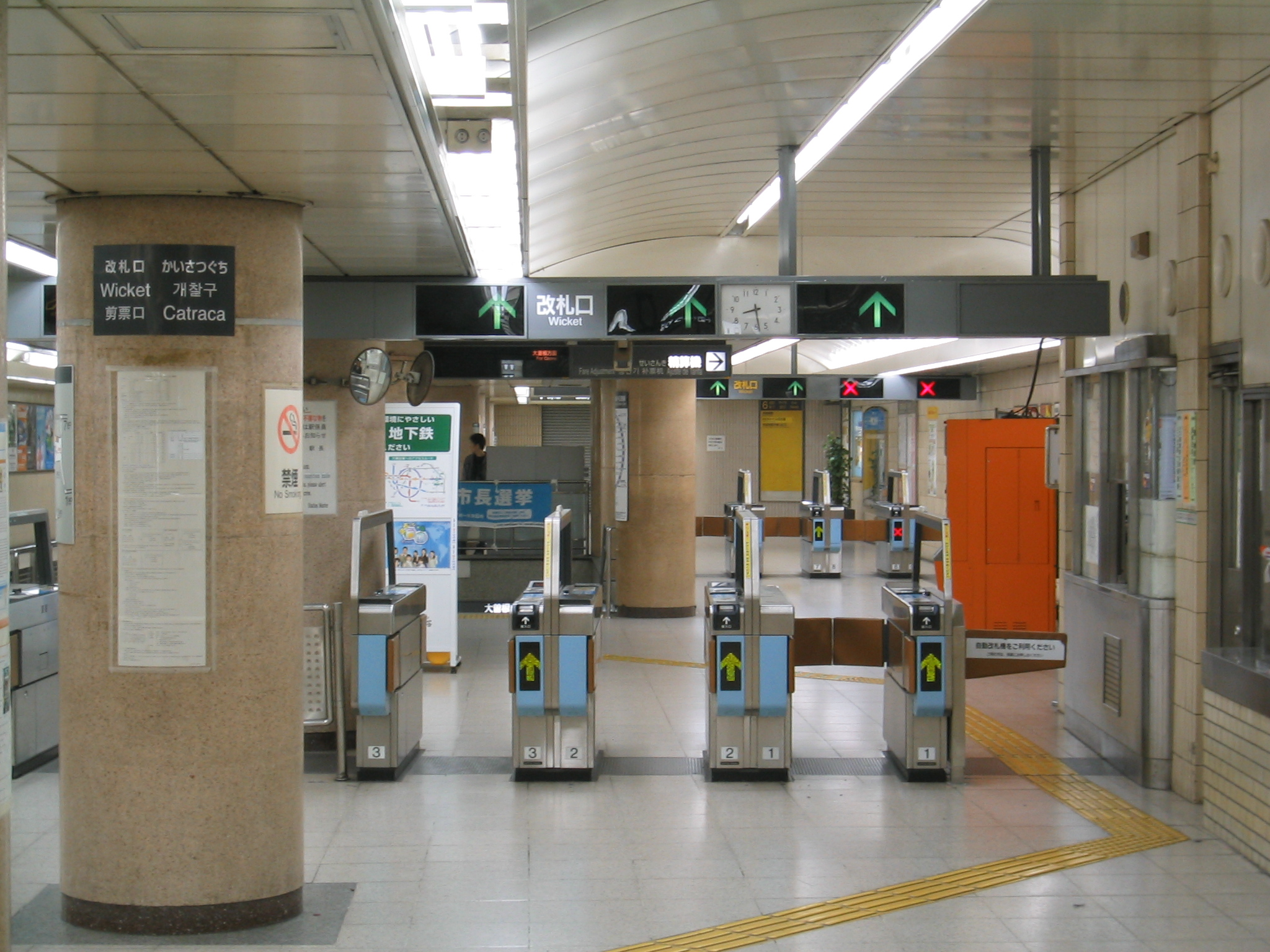
Fahrkartenkontrolle beim Betreten und Verlassen der Bahnsteige

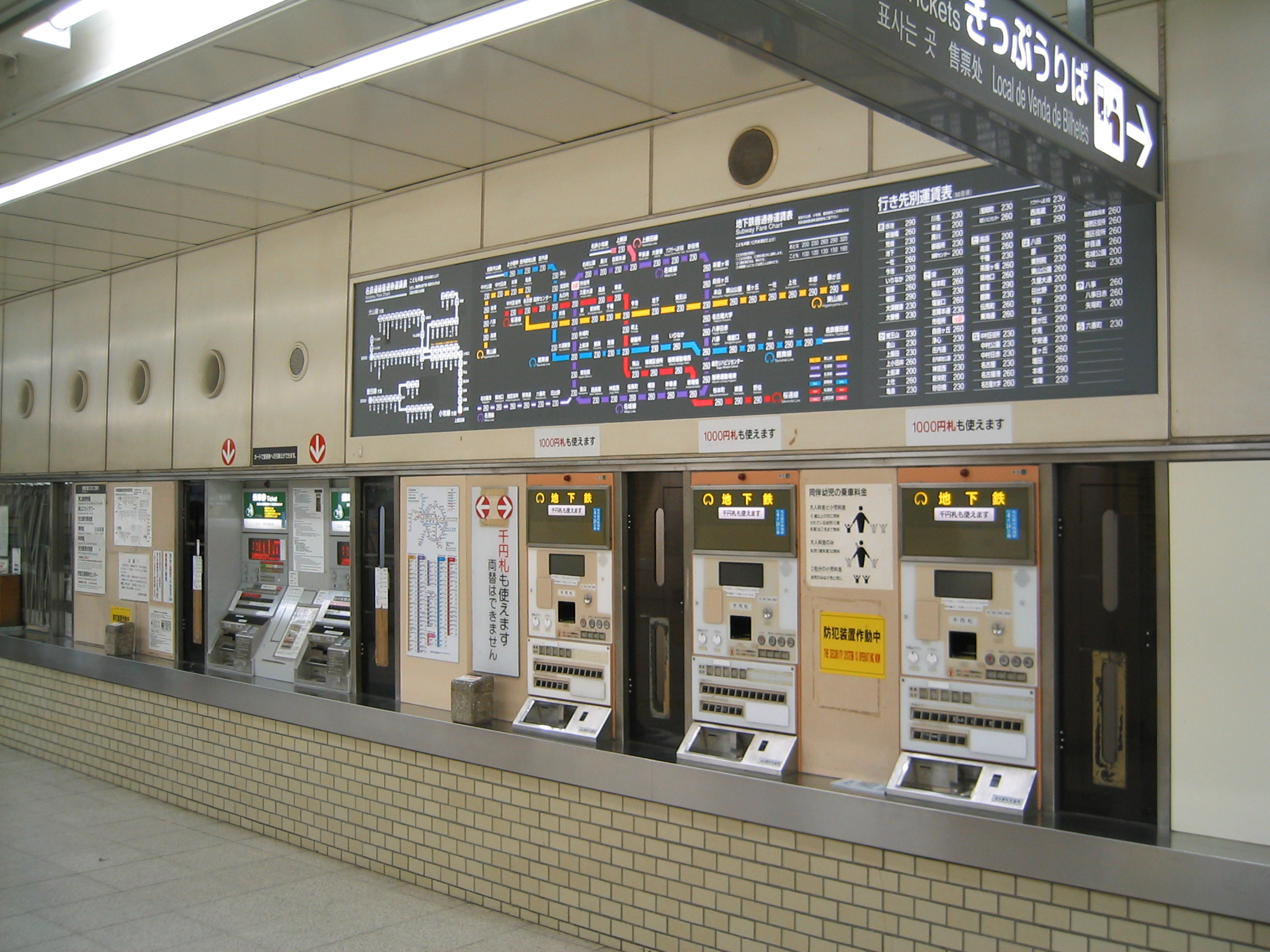
Fahrkartenautomaten

Die U-Bahn von Nagoya (jap. 名古屋市営地下鉄, Nagoya-shiei chikatetsu, dt. Städtische U-Bahn Nagoya) ist das Metrosystem der japanischen Stadt Nagoya. Es wurde als drittes U-Bahn-Netz Japans 1957 eröffnet und besteht derzeit aus fünf Linien. 
Die Gesamtlänge des Netzes beträgt 87 km und es besitzt 93 Haltestellen. Obwohl das tägliche Fahrgastaufkommen eine Million Benutzer ausmacht, beträgt der Anteil am Stadtverkehr nur 10 %, da Privatfahrzeuge immer noch die Hauptrolle im Transport spielen. Alle Züge und viele Haltestellen sind mit Klimaanlagen ausgestattet, die Bahnhöfe der neuere Sakura-dōri-Linie sind außerdem mit Aufzügen ausgerüstet. Die U-Bahn wird vom städtischen Verkehrsamt betrieben.

## Linie 1: Higashiyama-Linie (東山線,Higashiyama-sen)
Nagoyas älteste Linie ist 20,6 km lang, an ihr liegen 22 Bahnhöfe. Sie verläuft im östlichen Abschnitt auf Viadukten. Der Takt differiert zwischen zwei und vier Minuten. Die Züge bestehen aus sechs Wagen, die Strecke ist regelspurig und mit seitlichen, von oben bestrichenen Stromschienen ausgerüstet. Der Abschnitt vom Bahnhof Nagoya bis Sakae wurde als erste U-Bahn-Strecke in Nagoya 1957 eröffnet, es folgten Sakae – Ikeshita (1960), Ikeshita – Higashiyama Kōen (1963), Higashiyama Kōen – Hoshigaoka (1967), Hoshigaoka – Fujigaoka und Bahnhof Nagoya – Nakamura Kōen (beide 1969) und schließlich Nakamura Kōen – Takabata (1982).

## Linien 2/4: Meijō-Linie (名城線,Meijō-sen) und Meikō-Linie (名港線,Meikō-sen)
Beide Linien werden gemeinsam betrieben, zusammen sind sie 32,4 km lang und haben 34 Haltestellen. Der Takt variiert zwischen drei und zehn Minuten. Wie die Higashiyama-Linie ist auch die Meijō-Linie regelspurig mit seitlichen Stromschienen, es verkehren ebenfalls Züge mit sechs Wagen.
Die Linien bilden einen Ring sowie eine von Kanayama südlich abgehende Zweigstrecke zum Hafen. Die Strecke zum Hafen Nagoya (名古屋港 Nagoya-kō) sowie der westliche Ring von Kanayama (金山) bis Ōzone (大曽根) wird offiziell als Linie 2 bezeichnet, der östliche Ring als Linie 4. Davon abweichend werden die Linienbezeichnungen Meikō-sen für den Abschnitt zwischen Kanayama und Hafen und Meijō-sen für die Ringlinie verwendet. Die Züge der Meikō-sen pendeln in der Schwachverkehrszeit nur zwischen Hafen und Kanayama, in der übrigen Zeit sind sie meist bis Ōzone oder Nagoya Dome durchgebunden. 
Der Abschnitt von Sakae bis Shiyakusho (Rathaus) wurde 1965 eröffnet, es folgten Sakae – Kanayama (1967), Kanayama – Nagoya-kō und Shiyakusho – Ōzone (beide 1971), Kanayama – Aratamabashi (1974), Ōzone – Sunadabashi (2000), Sunadabashi – Nagoya Daigaku (2003) und Nagoya Daigaku – Aratamabashi (2004).

## Linie 3: Tsurumai-Linie (鶴舞線,Tsurumai-sen)
Sie hat eine Gesamtlänge von 20,4 km mit 20 Haltestellen. Der Takt liegt zwischen vier und zehn Minuten. Die Strecke ist kapspurig, die Züge bestehen aus sechs Wagen, die Stromversorgung erfolgt über eine Oberleitung. Die Züge gehen über die eigene U-Bahn-Strecke hinaus in beide Richtungen auf Eisenbahnstrecken der privaten Eisenbahngesellschaft Meitetsu über und verkehren bis zu den Bahnhöfen Toyota-shi und Inuyama. Dafür sind diese Züge technisch auch für den Eisenbahnbetrieb ausgerüstet. Der Übergang auf die Meitetsustrecken vergrößert das Länge dieser Linie um 60 km.
Der Abschnitt von Fushimi bis Yagoto wurde 1977 eröffnet, es folgten Yagoto – Akaike (1978), Fushimi – Jōshin (1981), Jōshin – Shōnai Ryokuchi Kōen (1984) und Shōnai Ryokuchi Kōen – Kami-Otai (1993).

## Linie 6: Sakura-dōri-Linie (桜通線,Sakura-dōri-sen)
Auf einer Gesamtlänge von 19,1 km bedienen die Züge 21 Haltestellen mit einer Taktfolge zwischen vier und zehn Minuten. Die Züge bestehen aus fünf Wagen, die Stromversorgung erfolgt über eine Oberleitung. Die Spurweite beträgt 1067 mm. Technisch entsprechen die Normen der Sakura-dōri-Linie der Tsurumai-Linie, eine Verbindung mit dem Eisenbahnnetz ist für spätere Streckenergänzungen möglich, jedoch bis auf weiteres nicht wahrscheinlich.
Der Abschnitt von Nakamura-Kuyakusho bis Imaike wurde 1989 eröffnet, es folgten Imaike – Nonami 1994 und Nonami – Tokushige 2011.

## Linie 7: Kami-Iida-Linie (上飯田線,Kami-Iida-sen)
Diese Linie besteht im Stadtbereich aus nur zwei Haltestellen (Heian-Dōri und Kami-Iida), die Züge gehen dann aber auf die Komaki-Linie der Meitetsu über und fahren bis Inuyama. Sie wurde 2003 eröffnet.

## Umsteigemöglichkeiten zu anderen Bahnen
- in Nagoya: JR: Chūō-Hauptlinie, Tōkaidō-Hauptlinie, Tōkaidō-Shinkansen; Meitetsu Nagoya-Hauptlinie, Meitetsu Tokoname-Linie, Meitetsu Inuyama-Linie, Meitetsu Tsushima-Linie, Meitetsu Seto-Linie; Kintetsu Nagoya-Linie; Aonami-Linie
- in Chikusa und Tsurumai: JR Chūō-Hauptlinie
- in Sakae: Meitetsu Seto-Linie
- in Ōzone: JR Chūō-Hauptlinie und Meitetsu Seto-Linie
- in Kanayama: JR Chūō-Hauptlinie und Tōkaidō-Hauptlinie; Meitetsu
- in Hatta: JR Kansai-Linie und Kintetsu
- in Fujigaoka: Linimo

## Zukünftiger Ausbau
Die Sakuradōri-Linie soll im Westen bis Shippō und im Osten über Toyoake nach Toyota verlängert werden, mit Übergang auf Meitetsu-Linien. Die Kami-Iida-Linie soll nach Süden über Shin-Sakaemachi (Anschluss zur Higashiyama-Linie) bis Marutamachi verlängert werden. Eine neue Linie soll von Sasashima (südlich des Bahnhofs Nagoya) über Fukiage (Sakuradōri-Linie) und Hoshigaoka (Higashiyama-Linie) nach Takabari fahren, eine weitere neue Linie von Toda (Kintetsu) über Kanayama nach Kurokawa (Meijō-Linie). Alle diese Neubaustrecken werden jedoch bis auf weiteres nicht verwirklicht.
Von Fujigaoka wurde eine 9,2 km lange Magnetschwebebahn (genannt: Linimo) gebaut, die die Expo 2005 bediente. Diese Linie wurde am östlichen Endpunkt in Yagusa an die Aichi-Ringlinie angeschlossen. Eröffnet wurde sie im Frühjahr 2005.